# Гофкірхен (Баварія)
Гофкірхен (нім. Hofkirchen) — громада в Німеччині, знаходиться в землі Баварія. Підпорядковується адміністративному округу Нижня Баварія. Входить до складу району Пассау.
Площа — 32,69 км2. Населення становить 3758 ос. (станом на 31 грудня 2020).